# Florodelphax
Florodelphax är ett släkte av insekter som beskrevs av Vilbaste 1968. Florodelphax ingår i familjen sporrstritar.
Kladogram enligt Catalogue of Life och Dyntaxa:
| Florodelphax | \| \| Florodelphax leptosoma \| \| \| \| \| \| Florodelphax paryphasma \| \| \| \| |
|              | \| \| Florodelphax leptosoma \| \| \| \| \| \| Florodelphax paryphasma \| \| \| \| |
|              | Florodelphax leptosoma                                                             |
|              |                                                                                    |
|              | Florodelphax paryphasma                                                            |
|              |                                                                                    |

## Bildgalleri

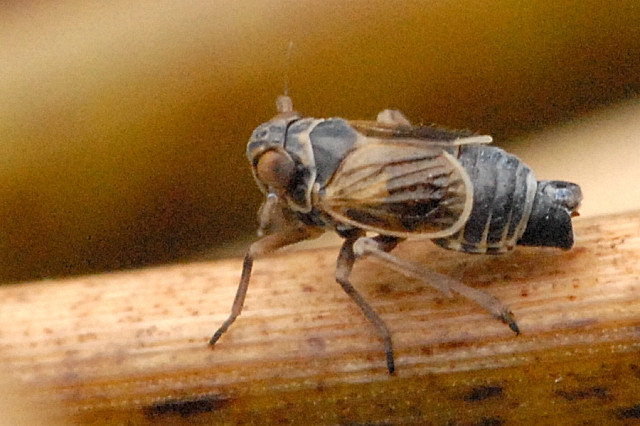
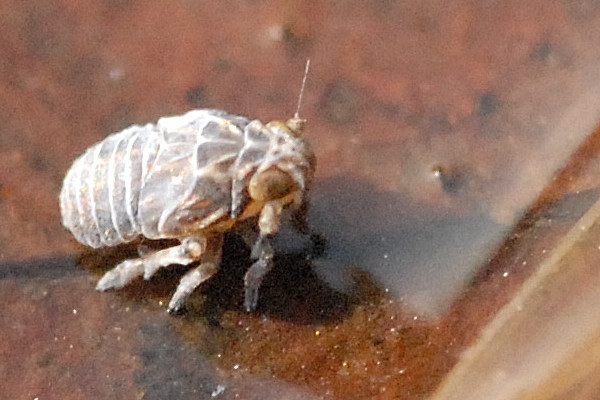